# باول روزنبرغ
باول روزنبرغ (بالإنجليزية: Paul Rosenberg)‏ هو موسيقي ومنتج أسطوانات ومحامي أمريكي، ولد في 1 أغسطس 1971 في لندن في المملكة المتحدة.

## وصلات خارجية
- الموقع الرسمي
- باول روزنبرغ على موقع IMDb (الإنجليزية)
- باول روزنبرغ على موقع ميوزك برينز (الإنجليزية)
- باول روزنبرغ على موقع ديسكوغز (الإنجليزية)
- باول روزنبرغ على موقع قاعدة بيانات الفيلم (الإنجليزية)